# Calopogon oklahomensis
Calopogon oklahomensis är en orkidéart som beskrevs av D.H.Goldman. Calopogon oklahomensis ingår i släktet Calopogon och familjen orkidéer. Inga underarter finns listade i Catalogue of Life.